# Falkon
Falkon（旧称：QupZilla）は、自由かつオープンソースのウェブブラウザで一般ユーザーを対象にしている。ユーザーのデスクトップ環境とのシームレスな統合が可能で、複数の特徴的な機能がある。FalkonはGPLv3で公開されている。

## 機能
現代的なウェブ標準に対応するためQt WebEngineから提供されるChromiumエンジンを使用しており、自然な見た目とユーザーのデスクトップの感触とシームレスに統合することに力を入れている。また、履歴、フィード、ブックマークを一つの場所に集めたり、ページ全体のスクリーンショットを記録したり、Operaのようなスピードダイヤルといった機能を搭載している。さらにMozilla FirefoxやGoogle Chromeといった主要汎用ブラウザと比べてシステムリソースの消費が少ないとされている。現在のHtml5testの点数は501。
FalkonはQtクロスプラットフォームアプリケーションフレームワークを使用していて最適化された内蔵アドブロックを搭載している。Windows対応ポータブルバージョン（インストールしない）もある。また、PortableAppsフォーマット形式での提供も行われている。

## 歴史

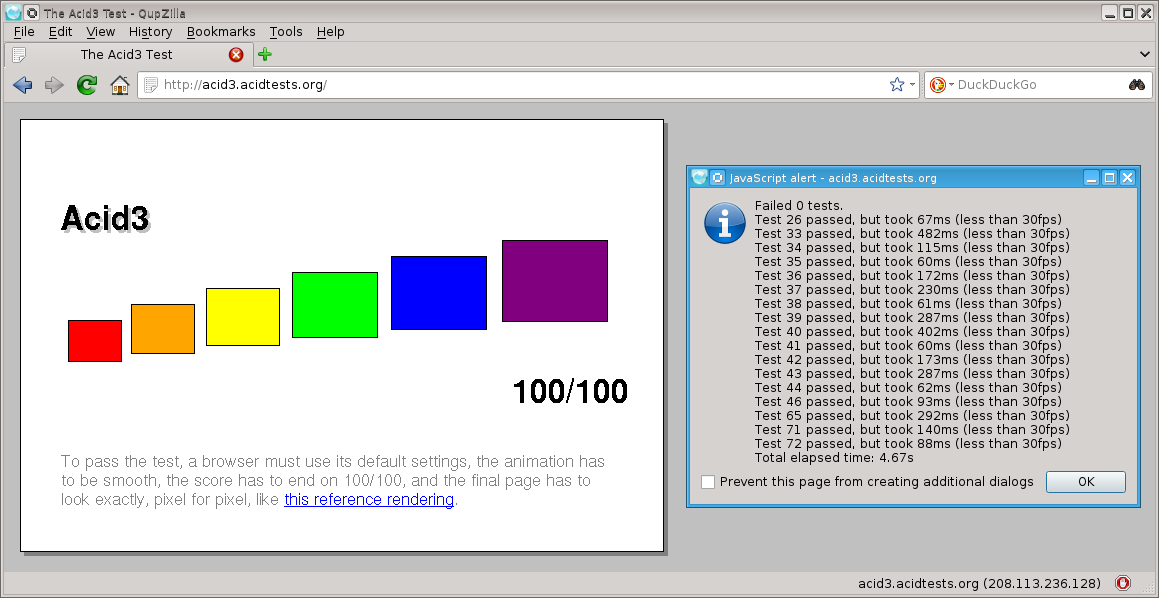
QupZilla v1.7.0はAcid3を合格した。

2010年に研究プロジェクトとして始まった。Python（PyQtライブラリを使用）で書かれた最初のプレビューリリースは2010年12月に公開された。2011年に汎用的なポータブルウェブブラウザを開発することや、Microsoft WindowsやLinuxの見た目と感触なデスクトップ環境とシームレスに統合することを目標にソースコードをC++で書き換えた。バージョン1.6.6 (2014年5月)まではWindows 2000に対応していた。
かつてはPDFとPNGの出力が可能であったが、バージョン2.0.2ではそのすべてが不可能になった。
2018年4月に、QupZillaとしての更新を終了。Qt WebEngineの5.10.1を用いたブラウザとして再始動することが発表された。当面の対応はWindowsとmacOSとLinuxのみ。
PDFとPNGの出力には現時点で未対応。そのほか、Qt WebEngineに起因する不具合は改善されていない。PPAPIのフラッシュに対応。Otter Browserよりも動作不安点が少ない。レイアウトはQupZilla時代からさらに単純化されている。
2023年4月21日にヴァージョン23.04.0をリリースした。